# 超能高校生
《超能高校生》（英語：Lab Rats）是一部於2012年2月27日在迪士尼XD首播的科幻情境喜劇。 本劇於2011年1月15日由克里斯·彼德森與布萊恩·摩爾開創，原定劇名為，主要角色有查斯（Chase）。然而在重製試播集時，增加了布莉（Bree）及亞當（Adam）兩個主要角色。
2012年5月18日宣布續訂第二季。 2013年7月26日，迪士尼XD宣布續訂第三季。 2014年5月，迪士尼XD宣布續訂第四季，成為迪士尼XD在《功夫Wasabi》後，第二部超過三季的電視影集，第四季已於2015年3月首播。 第四季起該劇增加副標題《生化人之島》（Bionic Island）。

## 故事
因媽媽與發明家繼父結婚，里歐搬進了由高科技電腦控制的新家。後來他在地下實驗室發現了三個繼父所發明、外表宛如真人的超級機器人（實為「生化人」（bionic superhumans））。由於三個機器人也想成為新家的一份子，讓里歐一下子多了三個手足，家裡也因這三個超級機器人而引發許多新鮮事…

## 角色

### 主要角色
- 查斯·達文波（Chase Davenport）（比利·安格（英语：Billy Unger） 飾演）

3號生化人（弟弟），象徵「超強智力」。常在任務中擔任指揮，也能在必要時連結並操控亞當和布莉的行動。當他變得過於緊張或生氣時，會被激活其突擊本能（Commando App）進入「Spike」狀態，發揮恐怖破壞力。第2季無意發現自己會隔空操控物品。第3季被道格拉斯開啟新能力——激光武術長棍。剧集結束後應唐納新計畫與布莉加入超人救護隊。
- 亞當·達文波（Adam Davenport）（史賓賽·鮑德曼（英语：Spencer Boldman） 飾演）

1號生化人（哥哥），象徵「超強力量」。做事非常愚笨且常狀況外甚至還自作聰明幫倒忙。能用雙眼聚集紅色「熱線」放出熱能，第3季初期無意發現自己能在水中呼吸。剧集結束後與里歐回到超能學校監督學生。
- 布莉·達文波（Bree Davenport）（凱莉·巴格蘭 飾演）

2號生化人兼唯一女性（姊姊），象徵「超強速度」，也是唯一真心視塔莎為母親的生化人。常對兩位兄弟作為厭惡導致性格較暴躁易怒。第2季無意發現自己能複製曾聽過的聲音（由其在高度緊張時）。剧集結束後應唐納新計畫與查斯加入超人救護隊。
- 歐·杜利（Leo Dooley）（泰勞爾·傑克森·威廉斯（英语：Tyrel Jackson Williams） 飾演）

全名歐·弗朗西斯·杜利（Leo Francis Dooley），塔莎兒子及唐納繼子，視生化人為兄姊。常稱唐納「達老爸」/「達老大」（第1季）（Big D）。原因常無意破壞東西而不受唐納信任。第3季因被S-1攻擊打斷手而得到超能右臂。剧集結束後與亞當回到超能學校監督學生。
- 唐納·達文波（Donald Davenport）（哈爾·斯帕克斯 飾演）

知名億萬富豪兼天才發明家，達文波企業（Davenport Industries）老闆。塔莎丈夫與里歐繼父，被生化人視為父親。為人極度自戀。第3季末期創建達文波超能學校（Davenport Bionic Academy）訓練克萊遺留的30名生化士兵。

### 常設角色
- 塔莎·達文波（Tasha Davenport）（安琪·帕克（英语：Angel Parker） 飾演）（国语配音：謝佼娟）

歐媽媽，唐納妻子和一名電視記者。被生化人視為母親，但主要是布莉，因她是房子裡唯一女孩。初期雖對生化人有些排斥但仍視三人為自己子女，但有時仍會對家中高科技造成的意外不高興。在劇集結尾中被揭示懷有女嬰，這正是布莉一直想要的，續作中提及名字為娜歐蜜（Naomi）。
- 艾迪（Eddy）（威爾·弗提（英语：Will Forte） 飾演）（国语配音：鈕凱暘）

達文波家宅（Davenport Household）智慧家庭系統，一直不喜歡生化人及塔莎里歐母子反感，由其常對塔莎表示厭惡。第4季得到自己的仿生人形。
- 泰瑞·派瑞（Terry Perry）（梅爾·弗蘭納根（英语：Maile Flanagan） 飾演）（国语配音：謝佼娟（第一、二季）→崔幗夫（第三季））

全名泰瑞莎“泰瑞”·雀瑞·派瑞（Theresa“Terry”Cherry Perry），生化人與里歐所在學校丁狗中學（Mission Creek High School）校長，為人十分霸道並常以惡整學生為樂（尤其是里歐），時常提到早年「豐功偉業」（如當過監獄保全、摔角評審等）。時常懷疑生化人作為有問題，第2季結尾因生化人用超能力拯救她而決定朝唐納討「封口費」，不過在社會得知生化人存在後反而盡力保護達文波家安全。第3季後期發現迷戀上道格拉斯，從學校退休後向唐納強制舉荐自己並多次打破超能學校防護以証實其能力，該季結尾成為保全主任。
- 特蘭特（Trent）（艾迪·沛里諾 飾演）

- 凱特琳（Caitlin）（麥琦菈·克羅佐 飾演）（国语配音：張乃文）

布莉好友，後來進入科技之城工作，後來對查斯產生迷戀。
- 珍妮兒（Janelle）（梅蒂森·佩蒂斯（英语：Madison Pettis） 飾演）（国语配音：張乃文）

歐女友，常因達文波家相關一切由其是里歐作為伴隨之意外，以致跟他相處時時常變得焦躁。
- 道格拉斯·達文波（Douglas Davenport）（傑瑞米·肯特·傑克森） 飾演（国语配音：馬伯強）

唐納弟弟，生化人實際創造者，暱稱大哥為小唐（Donny）。原先與哥哥共同創立達文波企業，但創造生化人後想悄悄將其用來租給獨裁者/恐怖組織，被發現目的並被逐出公司，生化人也被哥哥帶走藏起後決心「詐死」。原只想找回生化人對哥哥報仇，甚至暗中掏空達文波企業財產並炸毀實驗室與克萊合作計畫。後來研發技術被克萊反過來傷害並逃亡裝成小販，後來因哥哥聽布莉建議決定給予改過自新機會穰他回到達文波家暫住。第四季進入超能學校成為研究和開發主管並兼任哥哥不在時的代理管理人。
- 馬可仕·達文波（Marcus Davenport）（馬堤爾斯·沃德（英语：Mateus Ward） 飾演）

道格拉斯的人形機器人（Android）「兒子」，也擁有生化人所有能力。常在外人面前佯裝和善，實際上卻十分奸詐狡猾，里歐更是最早知道其真面目之人。初期被道格拉斯用來暗中潛入達文波家，甚至多次加害里歐。後來在跟里歐戰鬥過程中爆炸解體。第四季被道格拉斯前女友Giselle重組復活，最後在劇集完結篇中再度於戰鬥中真正爆炸死亡。
- 歐文（Owen）（班·史提爾威爾 飾演）

布莉前男友。
- 史考特（Scott）（道斯汀·英格蘭 飾演）

查斯與布莉所打工的3C專賣店——科技之城（Tech Town）經理。
- 特工格萊姆（Special Agent Graham）（班·巴德（英语：Ben Bodé） 飾演）

生化人曝光後政府派遣交涉的官員。
- 克雷格總統（President Craig）（約翰·艾瑞克·班特利（英语：John Eric Bentley） 飾演）

劇中美國總統，生化人曝光後關注其動向。最後因生化士兵拯救里歐而相信唐納主張的「這些生化士兵能重新教育」，並批准達文波組建超能學校。

### 反派
- 維克多·克萊（Victor Krane）（格萊姆·西爾斯 飾演）

億萬富豪，道格拉斯合作對象。道格拉斯被冰凍後的拯救之人，並支付8000萬美元買下其生化技術，後來決定除掉生化人並推翻他。第3季時將其技術暗中拿來成立超能士兵（Bionic Soldiers），後期操控總統取得政府資源並向達文波家族表示真實目的為征服世界，創立超能力者統治的國家。最後與生化人三人合力的攻擊威力下被打入高空失蹤，第4季再度出現並在與道格拉斯的太空站決鬥中真正死亡。
- S-1/泰勒（Taylor）（艾希莉·亞科達（英语：Ashley Argota） 飾演）第3季

克萊旗下超能士兵1號，原名即「Soldier-1」之意。最初暗中拍攝生化人出任務經過並放上網路讓達文波家秘密曝光，後來與克萊合作要殺害道格拉斯，並進攻學校製造意外砍斷里歐右臂。後來在跟達文波家戰鬥中隨克萊打入高空失蹤，恢復意識後於第4季進入超能學校被賜名泰勒。最後因里歐激光球體的意外而失明，只得戴輔助裝置行動。

### 生化人軍團
- S-3/賽巴斯汀安（Sebastian）（柯爾·伊溫 飾演）

超能士兵3號
- 鮑伯（Bob）（薩加多·泰勒斯 飾演）

- 史賓（Spin）（麥斯·查爾斯 飾演）

### 其他角色
- 提索太太（Ms.Thistle）（伊麗莎白·瑪格麗特·碧翠絲 飾演）

- 史拜克（Spike）（比利·安格（英语：Billy Unger） 飾演）

## 集數
| 季數 | 季數 | 集數 | 播出日期（美國） | 播出日期（美國） |
| 季數 | 季數 | 集數 | 首播             | 季終             |
| ---- | ---- | ---- | ---------------- | ---------------- |
|      | 1    | 20   | 2012年2月27日    | 2012年11月5日    |
|      | 2    | 25   | 2013年2月25日    | 2014年1月13日    |
|      | 3    | 23   | 2014年2月17日    | 2015年2月5日     |
|      | 4    | 21   | 2015年3月18日    | 2016年2月3日     |

## 評價
2012年，《超能高校生》成為迪士尼XD最多人收看的節目。於IMDb，本劇獲得6.5/10的分數，為迪士尼XD原創影集中分數最高者。

## 腳註
1. ↑  .   [2015-02-15]. （原始内容存档于2014-10-06）.
2. ↑  . （原始内容存档于2015-12-31）.
3. ↑  . Disney Dreaming. May 18, 2012  [May 18, 2012]. （原始内容存档于2012-10-21）.
4. ↑  . Deadline.com.   [2014-03-21]. （原始内容存档于2013-10-19）.
5. ↑  The Deadline Team. . Deadline.   [9 December 2014]. （原始内容存档于2021-02-12）.
6. ↑  台灣迪士尼官方網站 的存檔，存档日期2015-02-15.

## 外部連結
- 官方网站
- 互联网电影数据库（IMDb）上《超能高校生》的资料（英文）